# Anna Abreu

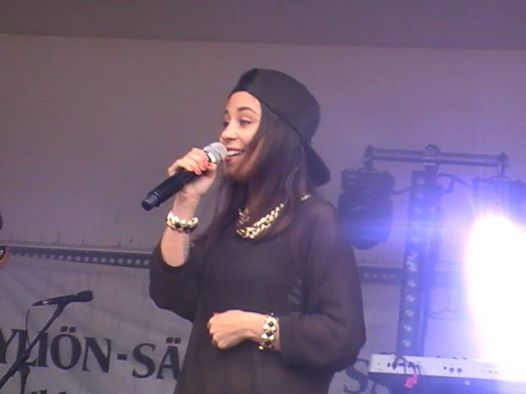
Anna Abreu im Juni 2014 beim Kaislikossa Kuhisee, Säkylä

Anna Eira Margarida Mourão de Melo e Abreu (* 7. Februar 1990 in Vantaa), bekannt als Anna Abreu oder nur Abreu, ist eine finnische Pop- und R&B-Sängerin. Bekannt wurde sie 2007 durch ihre Teilnahme an der dritten Staffel von Idols, einer finnischen Version der Castingshow Pop Idol, bei der sie Zweite wurde.

## Karriere
Anna Abreu kam 1990 als zweites Kind von Paulo und Liisa Abreu zur Welt. Ihr Vater ist Portugiese und wohnt in Sintra, wo Anna als kleines Kind auch einige Zeit lebte. Den Großteil ihres bisherigen Lebens verbrachte sie jedoch mit ihrem vier Jahre älteren Bruder Emil bei ihrer finnischen Mutter in Vantaa. Sie ist Schülerin an der Sibelius-lukio, einer auf Musik und Tanz spezialisierten Schule in Kruununhaka, Helsinki.
2006 bewarb sie sich für die Teilnahme an der dritten Idols-Staffel, die im Frühjahr 2007 stattfand. Ihren Platz in den Finalshows sicherte sie sich mit der Präsentation von Broken von Seether feat. Amy Lee, die ihr 80 % der Publikumsstimmen einbrachte. In der letzten Finalshow unterlag sie jedoch Ari Koivunen, der sich mit 57 % der Publikumsstimmen gegen sie durchsetzte. Dennoch erhielt sie einen Plattenvertrag bei Sony BMG.
Am 26. Juni 2007 wurde ihre erste Single End of Love bei NRJ Finnland vorgestellt, die in der Folge Platz acht in den finnischen Single-Charts erreichte. Am 22. August 2007 erschien ihr nach ihr selbst benanntes Debütalbum, das Platinstatus erreichte. Anna Abreu stieg auf Platz eins der finnischen Albumcharts ein und verdrängte dabei Ari Koivunens Debüt, das sich bis dahin zwölf Wochen lang auf der Spitzenposition gehalten hatte. Am 20. Dezember 2007 erhielt das Album mit über 86.000 verkauften Einheiten Doppelplatin.
Ende Oktober 2007 erschien ihre zweite Single Ivory Tower, die auf Platz fünf in die finnischen Singlecharts einstieg. Im Januar 2008 koppelte sie schließlich noch eine dritte Single aus, Are You Ready, eine Coverversion der australischen Girlgroup Shakaya.
Bei der Emma Gaala am 8. März 2008 erhielt Anna Abreu die Emma als „Beste weibliche Künstlerin“. Zudem war sie in den Kategorien „Bestes Popalbum“, „Bestes Debütalbum“, „Beste Single“ (End of Love) und für den Publikumspreis „Bester finnischer Künstler“ nominiert.
In der finnischen Synchronisation von Die Simpsons – Der Film spricht Anna Abreu den Rod Flanders.
Ihre vierte Single Vinegar veröffentlichte Anna Abreu am 31. Juli 2008 als Download und am 6. August auf CD. Das dazugehörige Album Now folgte am 22. Oktober 2008. Sowohl Album als auch Single erreichten Platz eins in den finnischen Charts, das Album wurde noch im gleichen Jahr für über 50.000 Verkäufe mit Platin ausgezeichnet. Laut einer Statistik von IFPI Finnland war es das in Finnland bestverkaufte Album 2008 eines nationalen Künstlers.
Am 6. Oktober 2008 wurde zusätzlich die Promo-Single Silent Despair veröffentlicht.
Anfang des Jahres 2009 kündigte ihr Label Sony BMG an, dass sie noch im selben Jahr ihr drittes Album veröffentlichen wird. Die Single Music Everywhere daraus wurde bereits am 10. August veröffentlicht, das Album erschien dann am 21. Oktober unter dem Titel Just a Pretty Face? in Finnland. Schon nach einem Tag erhielt das Album Gold-Status für 23.000 verkaufte Einheiten. Es stieg auf Platz zwei der finnischen Album-Charts und wurde zu ihrem dritten mit Platin ausgezeichneten Album.
Ende August 2010 schrieb Anna Abreu auf ihrer Facebook-Seite, dass sie mit den Arbeiten zu ihrem vierten Album, Rush, begonnen habe. Die erste Single Hysteria erschien am 10. Januar 2011. Das Album wurde am 30. März des Jahres veröffentlicht und wurde das dritte Nummer-eins-Album der Sängerin. Es wurde 2011 mit einer Goldenen Schallplatte ausgezeichnet.
2012 verkündete sie eine Pause von der Musik. Zuvor erschien noch ein Greatest-Hits-Album und Anna Abreu ging auf ihre Over-&-Out-Abschiedstour.
Bereits im Herbst 2013 meldete sie sich mit dem Nummer-3-Hit Kylmästä lämpimään zurück. Anfang 2014 stand sie zum zweiten Mal auf Platz 1 der Singlecharts als Gastsängerin bei Huominen on huomenna vom Rapduo JVG. Im Frühjahr erschien ihr fünftes Studioalbum, das auf Platz 4 der Charts einstieg.

## Idols-Auftritte
| Vorrunden   | Lied                  | Originalinterpret     |
| 1. Vorrunde | Fallin                | Alicia Keys           |
| 1. Vorrunde | Jumala                | Apulanta              |
| 2. Vorrunde | Oon voimissain        | Vicky Rosti           |
| 2. Vorrunde | Get the Party Started | Pink                  |
| Semifinale  | Broken                | Seether feat. Amy Lee |

| Finalshows   | Datum         | Lied                         | Originalinterpret |
| 1. Finalshow | 1. März 2007  | Nothing Compares 2 U         | Prince            |
| 2. Finalshow | 8. März 2007  | A Woman’s Worth              | Alicia Keys       |
| 3. Finalshow | 15. März 2007 | The First Cut Is the Deepest | Sheryl Crow       |
| 4. Finalshow | 22. März 2007 | A Dios le pido               | Juanes            |
| 4. Finalshow | 22. März 2007 | Jumala                       | Apulanta          |
| 5. Finalshow | 29. März 2007 | Vahva                        | Irina             |
| 5. Finalshow | 29. März 2007 | Rakkauden haudalla           | Juice Leskinen    |
| 6. Finalshow | 6. April 2007 | Fallin                       | Alicia Keys       |
| 6. Finalshow | 6. April 2007 | I Love Rock ’n’ Roll         | Joan Jett         |
| 6. Finalshow | 6. April 2007 | Solta-se o Beijo             | Ala dos Namorados |
| 6. Finalshow | 6. April 2007 | On the Top of the World      | Idols 2007        |

## Diskografie

### Alben
| Jahr | Titel                    | Höchstplatzierung, Gesamtwochen, AuszeichnungChartsChartplatzierungen (Jahr, Titel, Platzierungen, Wochen, Auszeichnungen, Anmerkungen) | Anmerkungen                             |
| Jahr | Titel                    | FI | Anmerkungen                             |
| ---- | ------------------------ | --- | --------------------------------------- |
| 2007 | Anna Abreu               | FI1 ×2Doppelplatin · (37 Wo.)FI | Erstveröffentlichung: 22. August 2007   |
| 2008 | Now                      | FI1 Platin · (18 Wo.)FI | Erstveröffentlichung: 22. Oktober 2008  |
| 2009 | Just a Pretty Face?      | FI2 Platin · (26 Wo.)FI | Erstveröffentlichung: 21. Oktober 2009  |
| 2011 | Rush                     | FI1 Gold · (10 Wo.)FI | Erstveröffentlichung: 30. März 2011     |
| 2012 | Greatest Hits            | FI18 (6 Wo.)FI | Erstveröffentlichung: 22. Februar 2012  |
| 2014 | V                        | FI4 (19 Wo.)FI | Erstveröffentlichung: 30. Mai 2014      |
| 2016 | Sensuroimaton versio     | FI3 (9 Wo.)FI | Erstveröffentlichung: 9. September 2016 |
| 2019 | Teipillä tai rakkaudella | FI2 (55 Wo.)FI | Erstveröffentlichung: 15. November 2019 |

### Singles
| Jahr | Titel Album                                            | Höchstplatzierung, Gesamtwochen, AuszeichnungChartsChartplatzierungen (Jahr, Titel, Album, Platzierungen, Wochen, Auszeichnungen, Anmerkungen) | Anmerkungen |
| Jahr | Titel Album                                            | FI | Anmerkungen |
| ---- | ------------------------------------------------------ | --- | --- |
| 2007 | End of Love Anna Abreu                                 | FI8 (3 Wo.)FI | |
| 2007 | Ivory Tower Anna Abreu                                 | FI5 (10 Wo.)FI | |
| 2008 | Vinegar Now                                            | FI1 (19 Wo.)FI | |
| 2009 | Music Everywhere Just a Pretty Face?                   | FI2 (23 Wo.)FI | |
| 2011 | Hysteria Rush                                          | FI6 (11 Wo.)FI | |
| 2013 | Kylmästä lämpimään –                                   | FI3 (7 Wo.)FI | |
| 2013 | Poplaulajan vapaapäivä –                               | FI17 (1 Wo.)FI | |
| 2014 | Ra-ta ta-ta V                                          | FI17 (2 Wo.)FI | |
| 2015 | Bandana –                                              | FI5 (7 Wo.)FI | Erstveröffentlichung: 5. Juni 2015 |
| 2016 | Kaikki mussa rakastaa kaikkea sun Sensuroimaton versio | FI11 (2 Wo.)FI | Erstveröffentlichung: 14. April 2016                                                                                                  |
| 2016 | Räjäytä mun mieli Sensuroimaton versio                 | FI13 (4 Wo.)FI | Erstveröffentlichung: 1. Juli 2016 |
| 2018 | Amor amor –                                            | FI9 (5 Wo.)FI | Erstveröffentlichung: 20. April 2018 feat. Cledos                                                                                     |
| 2018 | Yhen elämän juttu Teipillä tai rakkaudella             | FI1 (7 Wo.)FI | Erstveröffentlichung: 27. Juli 2018                                                                                                   |
| 2019 | Takaisin kotiin Teipillä tai rakkaudella               | FI11 (2 Wo.)FI | Erstveröffentlichung: 18. Januar 2019                                                                                                 |
| 2019 | Se syö naista Teipillä tai rakkaudella                 | FI13 (2 Wo.)FI | Erstveröffentlichung: 17. Mai 2019 |
| 2019 | Sytyn Teipillä tai rakkaudella                         | FI5 (12 Wo.)FI | Erstveröffentlichung: 9. August 2019                                                                                                  |
| 2019 | Teipillä tai rakkaudella                               | FI7 (7 Wo.)FI | |
| 2020 | Lusikat –                                              | FI5 (5 Wo.)FI | Erstveröffentlichung: 17. Juli 2020                                                                                                   |
| 2021 | 20 Ave Mariaa –                                        | FI5 (7 Wo.)FI | Erstveröffentlichung: 5. März 2021 |
| 2021 | Huuliharppu (Antonio) –                                | FI3 (6 Wo.)FI | Erstveröffentlichung: 1. Oktober 2021                                                                                                 |
| 2021 | Levoton tyttö –                                        | FI4 (5 Wo.)FI | Erstveröffentlichung: 15. Oktober 2021 feat. Evelina & Nelli Matula Beitrag zu Staffel 12 von Vain elämää Original: Anssi Kela (2013) |
| 2022 | Kaikki paitsi sydän –                                  | FI3 (4 Wo.)FI | Erstveröffentlichung: 22. April 2022                                                                                                  |
| 2022 | Paholainen (Querido) –                                 | FI13 (4 Wo.)FI | Erstveröffentlichung: 22. Juli 2022 feat. Averagekidluke                                                                              |
| 2023 | Eilisen mä –                                           | FI4 (13 Wo.)FI | Erstveröffentlichung: 21. April 2023                                                                                                  |
| 2023 | Sisko –                                                | FI4 (7 Wo.)FI | Erstveröffentlichung: 25. August 2023 mit Pihlaja                                                                                     |
| 2023 | Sulle tehty –                                          | FI5 (5 Wo.)FI | Erstveröffentlichung: 24. November 2023                                                                                               |
| 2024 | Valheista kaunein –                                    | FI10 (7 Wo.)FI | Erstveröffentlichung: 3. Mai 2024 |
| 2024 | Caliente –                                             | FI17 (2 Wo.)FI | Erstveröffentlichung: 9. August 2024                                                                                                  |
| 2024 | Ihan vähän sua –                                       | FI14 (3 Wo.)FI | Erstveröffentlichung: 22. November 2024                                                                                               |
| 2025 | Äiti Teresa –                                          | FI1 (… Wo.)FI | Erstveröffentlichung: 30. Mai 2025 feat. Bizi                                                                                         |

Weitere Singles
- 2008: Are You Ready
- 2008: Silent Despair

### Gastbeiträge
| Jahr | Titel Album                        | Höchstplatzierung, Gesamtwochen, AuszeichnungChartsChartplatzierungen (Jahr, Titel, Album, Platzierungen, Wochen, Auszeichnungen, Anmerkungen) | Anmerkungen                                                                       |
| Jahr | Titel Album                        | FI | Anmerkungen                                                                       |
| ---- | ---------------------------------- | --- | --------------------------------------------------------------------------------- |
| 2014 | Huominen on huomenna               | FI1 (12 Wo.)FI | Erstveröffentlichung: 7. Februar 2014 JVG feat. Anna Abreu                        |
| 2016 | Voodoo Madafakin levy              | FI6 (4 Wo.)FI | Erstveröffentlichung: 2. März 2016 Roope Salminen & Koirat feat. Anna Abreu       |
| 2016 | Klassikoita –                      | FI16 (1 Wo.)FI | Erstveröffentlichung: 28. September 2016 Bang for the Buck feat. Anna Abreu & JVG |
| 2022 | Laulu ilman sanoja Gasellin kyynel | FI4 (3 Wo.)FI | Erstveröffentlichung: 16. September 2022 Gasellit feat. Abreu                     |